# Одбојкашка репрезентација Пољске
Одбојкашка репрезентација Пољске у мушкој конкуренцији је национална одбојкашка екипа, под покровитељством Одбојкашког савеза Пољске (ПЗПС), која представља Пољску на међународним такмичењима. ПЗПС је члан ФИВБ од 1947, а ЦЕВа од 1968.

## Историја
Пољска је једна од земаља која је писала одбојкашку историју. Средином седамдесетих година Пољаци су били доминантни у свету. На Светском првенству 1974. у Мексику постали су светски прваци, док су две године касније били и олимпијски победницу на Олимпијским играма 1976 у Монтреалу. Пољска је била пет пута узастопно друга на Европском првенству од 1975. до 1983, сваки пут иза СССРа.
Пољска је дебитовала у Светској лиги пре десет година, а већ 2001. били су домаћини финалног турнира и сваке следеће године пружали су све боље партије. У Београду им је медаља измакла „за длаку“, после пораза од Кубе у пет сетова. Исти резултат поновили су и 2007. пред својим навијачима када су поново били четврти.
На Светском првенству 2006. у Јапану били су други, а на Европском првенству 2007. заузели су тек 11 место.
На европском првенству 2009. године остварили су огроман успех освојивши првенство.

## Резултати

### Олимпијске игре
| Година | Позиција              | Од.                   | П                     | И                     | ОС                    | ИС                    |
| ------ | --------------------- | --------------------- | --------------------- | --------------------- | --------------------- | --------------------- |
| 1964   | Није се квалификовала | Није се квалификовала | Није се квалификовала | Није се квалификовала | Није се квалификовала | Није се квалификовала |
| 1968   | 5. место              | 9                     | 6                     | 3                     | 18                    | 11                    |
| 1972   | 9. место              | 6                     | 2                     | 4                     | 11                    | 12                    |
| 1976   | 1. место              | 6                     | 6                     | 0                     | 18                    | 9                     |
| 1980   | 4. место              | 6                     | 3                     | 3                     | 12                    | 11                    |
| 1984   | Бојкот                | Бојкот                | Бојкот                | Бојкот                | Бојкот                | Бојкот                |
| 1988   | Није се квалификовала | Није се квалификовала | Није се квалификовала | Није се квалификовала | Није се квалификовала | Није се квалификовала |
| 1992   | Није се квалификовала | Није се квалификовала | Није се квалификовала | Није се квалификовала | Није се квалификовала | Није се квалификовала |
| 1996   | 11. место             | 5                     | 0                     | 5                     | 1                     | 15                    |
| 2000   | Није се квалификовала | Није се квалификовала | Није се квалификовала | Није се квалификовала | Није се квалификовала | Није се квалификовала |
| 2004   | 5. место              | 6                     | 3                     | 3                     | 10                    | 12                    |
| 2008   | 5. место              | 6                     | 4                     | 2                     | 14                    | 9                     |
| 2012   | 5. место              | 6                     | 3                     | 3                     | 11                    | 10                    |
| 2016   | 5. место              | 6                     | 4                     | 2                     | 14                    | 8                     |
| 2020   | 5. место              | 6                     | 4                     | 2                     | 16                    | 7                     |
| 2024   | 2. место              | 6                     | 4                     | 2                     | 13                    | 11                    |
| Укупно | 11/16                 | 73                    | 43                    | 30                    | 152                   | 119                   |

### Светско првенство
| Година | Позиција              | Од.                   | П                     | И                     | ОС                    | ИС                    |
| ------ | --------------------- | --------------------- | --------------------- | --------------------- | --------------------- | --------------------- |
| 1949   | 5. место              | 7                     | 2                     | 5                     | 9                     | 15                    |
| 1952   | 7. место              | 7                     | 5                     | 2                     | 17                    | 6                     |
| 1956   | 4. место              | 10                    | 7                     | 3                     | 23                    | 11                    |
| 1960   | 4. место              | 10                    | 7                     | 3                     | 24                    | 14                    |
| 1962   | 6. место              | 11                    | 5                     | 6                     | 23                    | 19                    |
| 1966   | 6. место              | 10                    | 6                     | 4                     | 22                    | 18                    |
| 1970   | 5. место              | 11                    | 7                     | 4                     | 24                    | 21                    |
| 1974   | 1. место              | 11                    | 11                    | 0                     | 33                    | 10                    |
| 1978   | 8. место              | 9                     | 5                     | 4                     | 18                    | 16                    |
| 1982   | 6. место              | 9                     | 5                     | 4                     | 17                    | 14                    |
| 1986   | 9. место              | 8                     | 4                     | 4                     | 15                    | 12                    |
| 1990   | Није се квалификовала | Није се квалификовала | Није се квалификовала | Није се квалификовала | Није се квалификовала | Није се квалификовала |
| 1994   | Није се квалификовала | Није се квалификовала | Није се квалификовала | Није се квалификовала | Није се квалификовала | Није се квалификовала |
| 1998   | 17. место             | 3                     | 1                     | 2                     | 4                     | 6                     |
| 2002   | 11. место             | 6                     | 4                     | 2                     | 15                    | 10                    |
| 2006   | 2. место              | 11                    | 10                    | 1                     | 30                    | 6                     |
| 2010   | 13. место             | 5                     | 3                     | 2                     | 9                     | 9                     |
| 2014   | 1. место              | 13                    | 12                    | 1                     | 37                    | 15                    |
| 2018   | 1. место              | 12                    | 9                     | 3                     | 32                    | 14                    |
| 2022   | 2. место              | 7                     | 6                     | 1                     | 19                    | 8                     |
| Укупно | 18/20                 | 160                   | 109                   | 51                    | 371                   | 224                   |

### Светски куп
| Година | Позиција         | Од.              | П                | И                | ОС               | ИС               |
| ------ | ---------------- | ---------------- | ---------------- | ---------------- | ---------------- | ---------------- |
| 1965   | 2. место         | 7                | 6                | 1                | 20               | 9                |
| 1969   | 8. место         | 6                | 3                | 3                | 12               | 9                |
| 1977   | 4. место         | 8                | 6                | 2                | 18               | 13               |
| 1981   | 4. место         | 7                | 4                | 3                | 14               | 13               |
| 1985   | Није учествовала | Није учествовала | Није учествовала | Није учествовала | Није учествовала | Није учествовала |
| 1989   | Није учествовала | Није учествовала | Није учествовала | Није учествовала | Није учествовала | Није учествовала |
| 1991   | Није учествовала | Није учествовала | Није учествовала | Није учествовала | Није учествовала | Није учествовала |
| 1995   | Није учествовала | Није учествовала | Није учествовала | Није учествовала | Није учествовала | Није учествовала |
| 1999   | Није учествовала | Није учествовала | Није учествовала | Није учествовала | Није учествовала | Није учествовала |
| 2003   | Није учествовала | Није учествовала | Није учествовала | Није учествовала | Није учествовала | Није учествовала |
| 2007   | Није учествовала | Није учествовала | Није учествовала | Није учествовала | Није учествовала | Није учествовала |
| 2011   | 2. место         | 11               | 8                | 3                | 30               | 15               |
| 2015   | 3. место         | 11               | 10               | 1                | 31               | 11               |
| 2019   | 2. место         | 11               | 9                | 2                | 30               | 9                |
| Укупно | 7/14             | 61               | 46               | 15               | 155              | 79               |

### Светска лига
| 1990   | Није учествовала | Није учествовала | Није учествовала | Није учествовала | Није учествовала | Није учествовала | Није учествовала | Није учествовала |
| 1991   | Није учествовала | Није учествовала | Није учествовала | Није учествовала | Није учествовала | Није учествовала | Није учествовала | Није учествовала |
| 1992   | Није учествовала | Није учествовала | Није учествовала | Није учествовала | Није учествовала | Није учествовала | Није учествовала | Није учествовала |
| 1993   | Није учествовала | Није учествовала | Није учествовала | Није учествовала | Није учествовала | Није учествовала | Није учествовала | Није учествовала |
| 1994   | Није учествовала | Није учествовала | Није учествовала | Није учествовала | Није учествовала | Није учествовала | Није учествовала | Није учествовала |
| 1995   | Није учествовала | Није учествовала | Није учествовала | Није учествовала | Није учествовала | Није учествовала | Није учествовала | Није учествовала |
| 1996   | Није учествовала | Није учествовала | Није учествовала | Није учествовала | Није учествовала | Није учествовала | Није учествовала | Није учествовала |
| 1997   | Није учествовала | Није учествовала | Није учествовала | Није учествовала | Није учествовала | Није учествовала | Није учествовала | Није учествовала |
| 1998   | 10. место        | 12               | 3                | 9                | 12               | 33               |                  |                  |
| 1999   | 8. место         | 12               | 5                | 7                | 21               | 25               |                  |                  |
| 2000   | 8. место         | 12               | 5                | 7                | 21               | 24               |                  |                  |
| 2001   | 7. место         | 15               | 8                | 7                | 29               | 30               |                  |                  |
| 2002   | 5. место         | 15               | 9                | 6                | 32               | 27               |                  |                  |
| 2003   | 9. место         | 12               | 6                | 6                | 24               | 21               |                  |                  |
| 2004   | 7. место         | 12               | 6                | 6                | 22               | 24               |                  |                  |
| 2005   | 4. место         | 15               | 10               | 5                | 39               | 27               |                  |                  |
| 2006   | 7. место         | 12               | 9                | 3                | 31               | 19               |                  |                  |
| 2007   | 4. место         | 16               | 14               | 2                | 44               | 19               |                  |                  |
| 2008   | 5. место         | 14               | 9                | 5                | 34               | 23               |                  |                  |
| 2009   | 9. место         | 12               | 5                | 7                | 18               | 26               |                  |                  |
| 2010   | 10. место        | 12               | 6                | 6                | 24               | 24               |                  |                  |
| 2011   | 3. место         | 17               | 9                | 8                | 31               | 29               |                  |                  |
| 2012   | 1. место         | 16               | 14               | 2                | 45               | 15               |                  |                  |
| 2013   | 11. место        | 10               | 4                | 6                | 21               | 24               |                  |                  |
| 2014   | 8. место         | 12               | 6                | 6                | 21               | 23               |                  |                  |
| 2015   | 4. место         | 16               | 9                | 7                | 37               | 33               |                  |                  |
| 2016   | 5. место         | 11               | 4                | 7                | 15               | 27               |                  |                  |
| 2017   | 8. место         | 9                | 4                | 5                | 17               | 19               |                  |                  |
| Укупно | 20/28            | 262              | 145              | 117              | 538              | 492              |                  |                  |

### Лига нација
| Година | Позиција | Од. | П  | И  | ОС  | ИС  |
| ------ | -------- | --- | -- | -- | --- | --- |
| 2018   | 5. место | 17  | 10 | 7  | 33  | 25  |
| 2019   | 3. место | 19  | 14 | 5  | 48  | 31  |
| 2021   | 2. место | 17  | 13 | 4  | 43  | 14  |
| 2022   | 3. место | 15  | 12 | 3  | 39  | 15  |
| 2023   | 1. место | 15  | 13 | 2  | 39  | 23  |
| Укупно | 5/5      | 83  | 62 | 21 | 202 | 108 |

### Европско првенство
| Година | Позиција              | Од.                   | П                     | И                     | ОС                    | ИС                    |                       |
| ------ | --------------------- | --------------------- | --------------------- | --------------------- | --------------------- | --------------------- | --------------------- |
| 1948   | Није учествовала      | Није учествовала      | Није учествовала      | Није учествовала      | Није учествовала      | Није учествовала      | Није учествовала      |
| 1950   | 6. место              | 5                     | 0                     | 5                     | 3                     | 15                    |                       |
| 1951   | Није учествовала      | Није учествовала      | Није учествовала      | Није учествовала      | Није учествовала      | Није учествовала      | Није учествовала      |
| 1955   | 6. место              | 9                     | 4                     | 5                     | 17                    | 19                    |                       |
| 1958   | 6. место              | 11                    | 7                     | 4                     | 25                    | 15                    |                       |
| 1963   | 6. место              | 9                     | 5                     | 4                     | 18                    | 16                    |                       |
| 1967   | 3. место              | 10                    | 7                     | 3                     | 25                    | 13                    |                       |
| 1971   | 6. место              | 8                     | 3                     | 5                     | 14                    | 16                    |                       |
| 1975   | 2. место              | 7                     | 5                     | 2                     | 17                    | 9                     |                       |
| 1977   | 2. место              | 7                     | 5                     | 2                     | 18                    | 9                     |                       |
| 1979   | 2. место              | 7                     | 6                     | 1                     | 18                    | 8                     |                       |
| 1981   | 2. место              | 7                     | 6                     | 1                     | 18                    | 5                     |                       |
| 1983   | 2. место              | 7                     | 6                     | 1                     | 19                    | 9                     |                       |
| 1985   | 4. место              | 7                     | 4                     | 3                     | 14                    | 11                    |                       |
| 1987   | Није се квалификовала | Није се квалификовала | Није се квалификовала | Није се квалификовала | Није се квалификовала | Није се квалификовала | Није се квалификовала |
| 1989   | 7. место              | 7                     | 4                     | 3                     | 15                    | 11                    |                       |
| 1991   | 7. место              | 7                     | 4                     | 3                     | 14                    | 15                    |                       |
| 1993   | 7. место              | 7                     | 3                     | 4                     | 14                    | 14                    |                       |
| 1995   | 6. место              | 7                     | 3                     | 4                     | 10                    | 12                    |                       |
| 1997   | Није се квалификовала | Није се квалификовала | Није се квалификовала | Није се квалификовала | Није се квалификовала | Није се квалификовала | Није се квалификовала |
| 1999   | Није се квалификовала | Није се квалификовала | Није се квалификовала | Није се квалификовала | Није се квалификовала | Није се квалификовала | Није се квалификовала |
| 2001   | 5. место              | 7                     | 5                     | 2                     | 15                    | 13                    |                       |
| 2003   | 5. место              | 7                     | 4                     | 3                     | 17                    | 12                    |                       |
| 2005   | 5. место              | 5                     | 3                     | 2                     | 10                    | 7                     |                       |
| 2007   | 11. место             | 6                     | 1                     | 5                     | 8                     | 16                    |                       |
| 2009   | 1. место              | 8                     | 8                     | 0                     | 24                    | 7                     |                       |
| 2011   | 3. место              | 7                     | 4                     | 3                     | 14                    | 12                    |                       |
| 2013   | 9. место              | 4                     | 2                     | 2                     | 9                     | 8                     |                       |
| 2015   | 5. место              | 4                     | 3                     | 1                     | 11                    | 4                     |                       |
| 2017   | 10. место             | 4                     | 2                     | 2                     | 6                     | 6                     |                       |
| 2019   | 3. место              | 9                     | 8                     | 1                     | 25                    | 4                     |                       |
| 2021   | 3. место              | 9                     | 8                     | 1                     | 25                    | 7                     |                       |
| 2023   | 1. место              | 9                     | 9                     | 0                     | 27                    | 4                     |                       |
| Укупно | 27/32                 | 192                   | 121                   | 71                    | 425                   | 290                   |                       |

## Састав репрезентације Пољске
Састав репрезентације Пољске на Европском првенству 2013.
| #  | Име              | Рођен               | висина | маса | Држава | Позиција      | Клуб                | реп. |
| -- | ---------------- | ------------------- | ------ | ---- | ------ | ------------- | ------------------- | ---- |
| 1  | Пјотр Новаковски | 18. децембар 1987.  | 205    | 90   | Пољска | Блокер        | ОК Ченстохова       | 141  |
| 2  | Михал Вињарски   | 28. септембар 1983. | 200    | 82   | Пољска | Примач        | Факел               | 203  |
| 6  | Бартош Курек     | 29. август 1988.    | 205    | 87   | Пољска | Примач        | Скра Белхатов       | 175  |
| 7  | Јакуб Јарош      | 10. фебруар 1987.   | 197    | 94   | Пољска | Коректор      | Лотос Трефл Гдањск  | 126  |
| 8  | Анджеј Врона     | 27. децембар 1988.  | 206    | 95   | Пољска | Средњи блокер | Скра Белхатов       | 7    |
| 10 | Лукаш Вишњевски  | 3. фебруар 1989.    | 198    | 93   | Пољска | Средњи блокер | Кенђежин            | 16   |
| 11 | Фабијан Джизга   | 3. јануар 1990.     | 198    | 93   | Пољска | Техничар      | Ресовија Жешов      | 26   |
| 13 | Михал Кубјак     | 22. фебруар 1988.   | 192    | 87   | Пољска | Примач        | Јастшембски Венгјел | 83   |
| 14 | Михал Рућак      | 22. август 1988.    | 190    | 82   | Пољска | Примач        | Кенђежин            | 147  |
| 15 | Лукаш Жигадло    | 2. август 1979.     | 201    | 91   | Пољска | Техничар      | ОК Зенит Казањ      | 228  |
| 17 | Павел Заторски   | 21. јун 1990.       | 184    | 73   | Пољска | Либеро        | Скра Белхатов       | 15   |
| 18 | Марћин Можджонек | 9. фебруар 1985.    | 212    | 104  | Пољска | Средњи блокер | Кенђежин            | 172  |
| 21 | Дамијан Војташек | 7. септембар 1988.  | 180    | 76   | Пољска | Либеро        | Јастшембски Венгјел | 6    |
| 22 | Гжегож Боћек     | 6. јун 1991.        | 209    | 109  | Пољска | Коректор      | Кенђежин            | 6    |

Селектор:  Андреа Анастази, Помоћни тренер:  Андреа Гардини